# Aviación Naval de Rusia

La Aviación Naval de Rusia (en ruso: Морская Авиация Военно-морского флота Morskaya Aviatsiya Voenno-Morskogo Flota), es la sucesora de la gran Aviación Naval Soviética (en ruso: Авиация военно-морского флота), es el arma aérea de la Marina rusa. La Marina Rusa está dividida en cuatro flotas: Flota del Norte, la del Océano Pacífico, la del Báltico y la del Mar Negro.

Las fuerzas más importantes, las del Norte y del Pacífico, operan interceptores de largo alcance MiG-31, los Tupolev Tu-142 Bear-F dedicados a la guerra antisubmarina de largo alcance, y los Ilyushin Il-38 May a la guerra antisubmarina de medio alcance.

Unas flotas relativamente pequeñas están desplegadas en el Báltico y en el Mar Negro, provistas de aviones de caza polivalentes Su-30SM y helicópteros de lucha antisubmarina.

## Componentes

Comando Estratégico Conjunto Norte (OSK Sever).

La Aviación Naval de Rusia tiene los siguientes componentes:
- Aviación de caza embarcada: Su-33, MiG-29K
- Aviación de caza con base en la costa: Su-27
- Aviación de asalto naval (Shturmovik): Su-30SM, Su-24
- Aviación de patrulla marítima/guerra antisubmarina: Tu-142, Il-38
- Aviación embarcada de lucha antisubmarina (Helicópteros): Ka-27
- Aviación de transporte: An-12, An-26, Mi-8
- Unidades aéreas auxiliares: mando, enlace, etc.

## Estructura actual

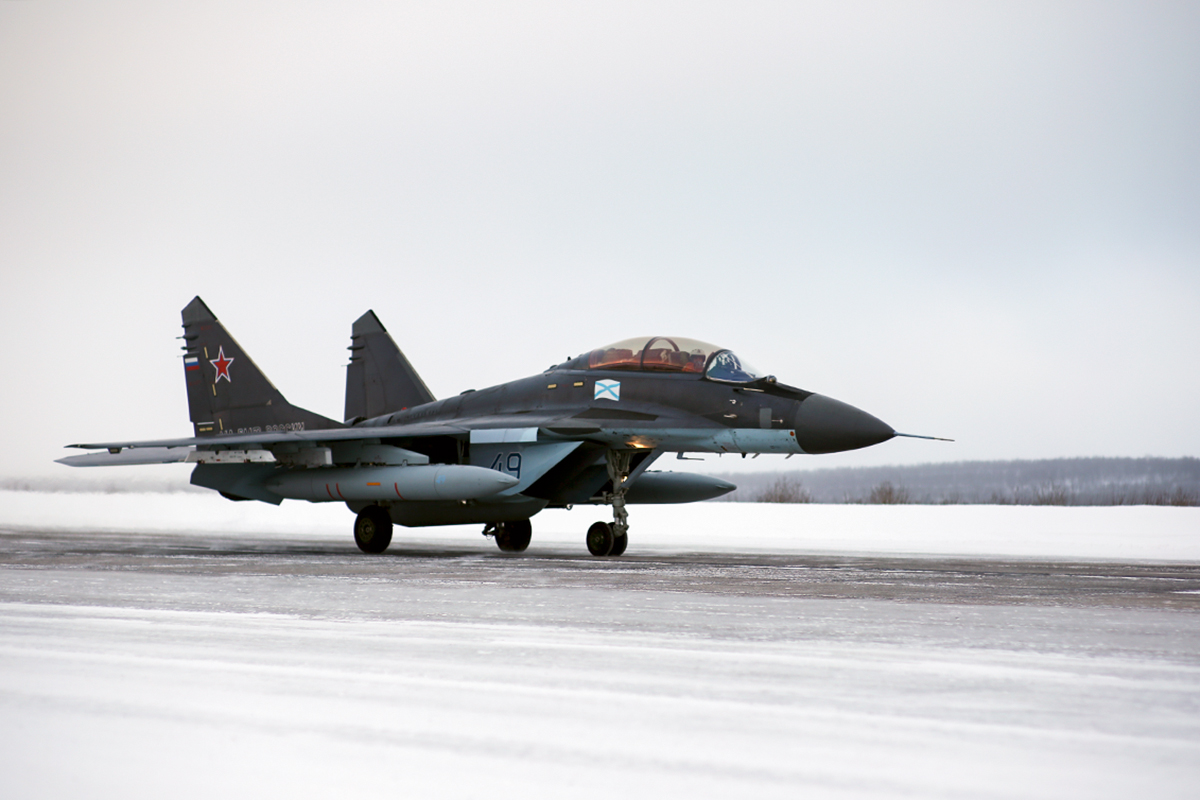
MiG-29K en Severomorsk-3.

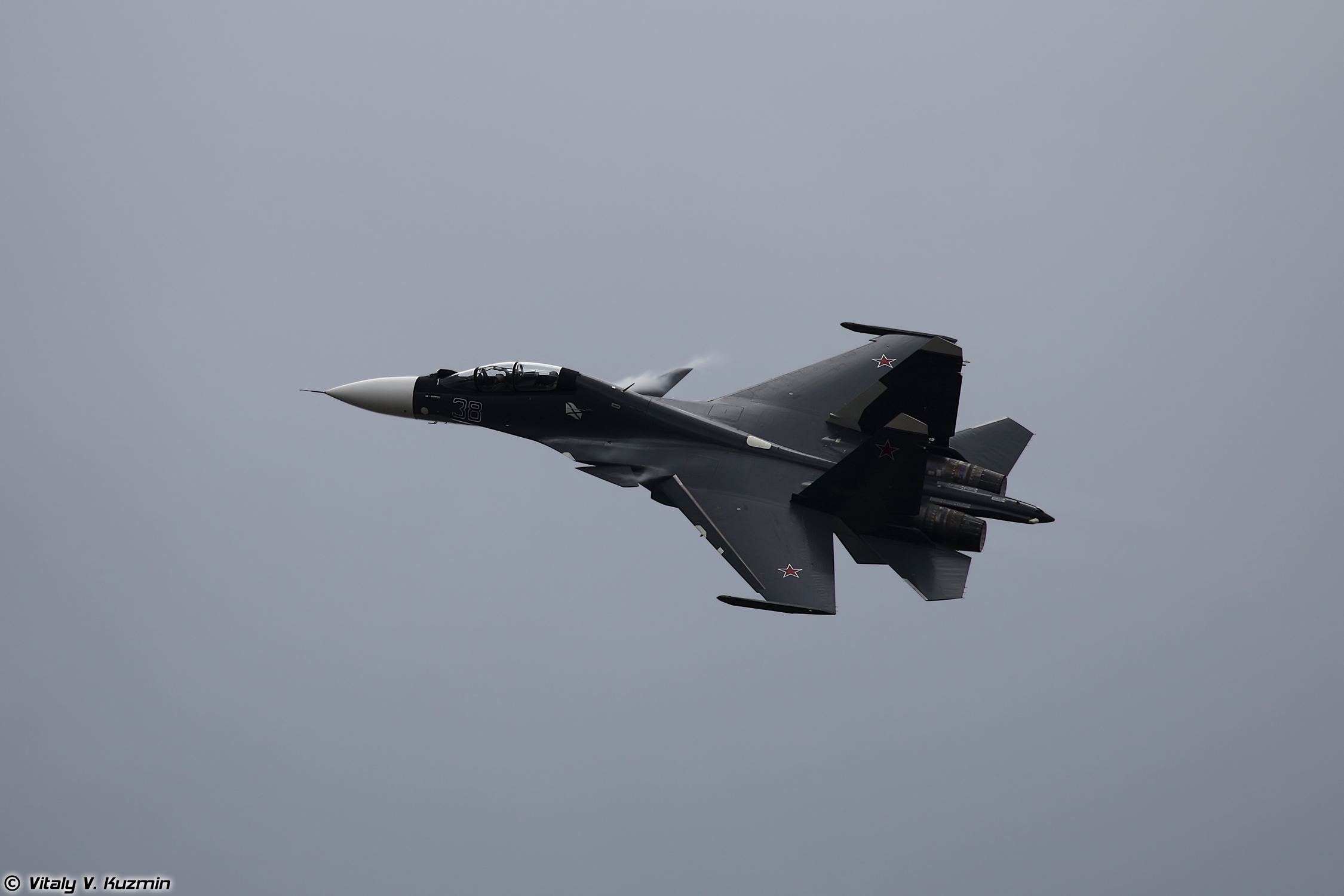
Su-30SM, Flota del Mar Negro.

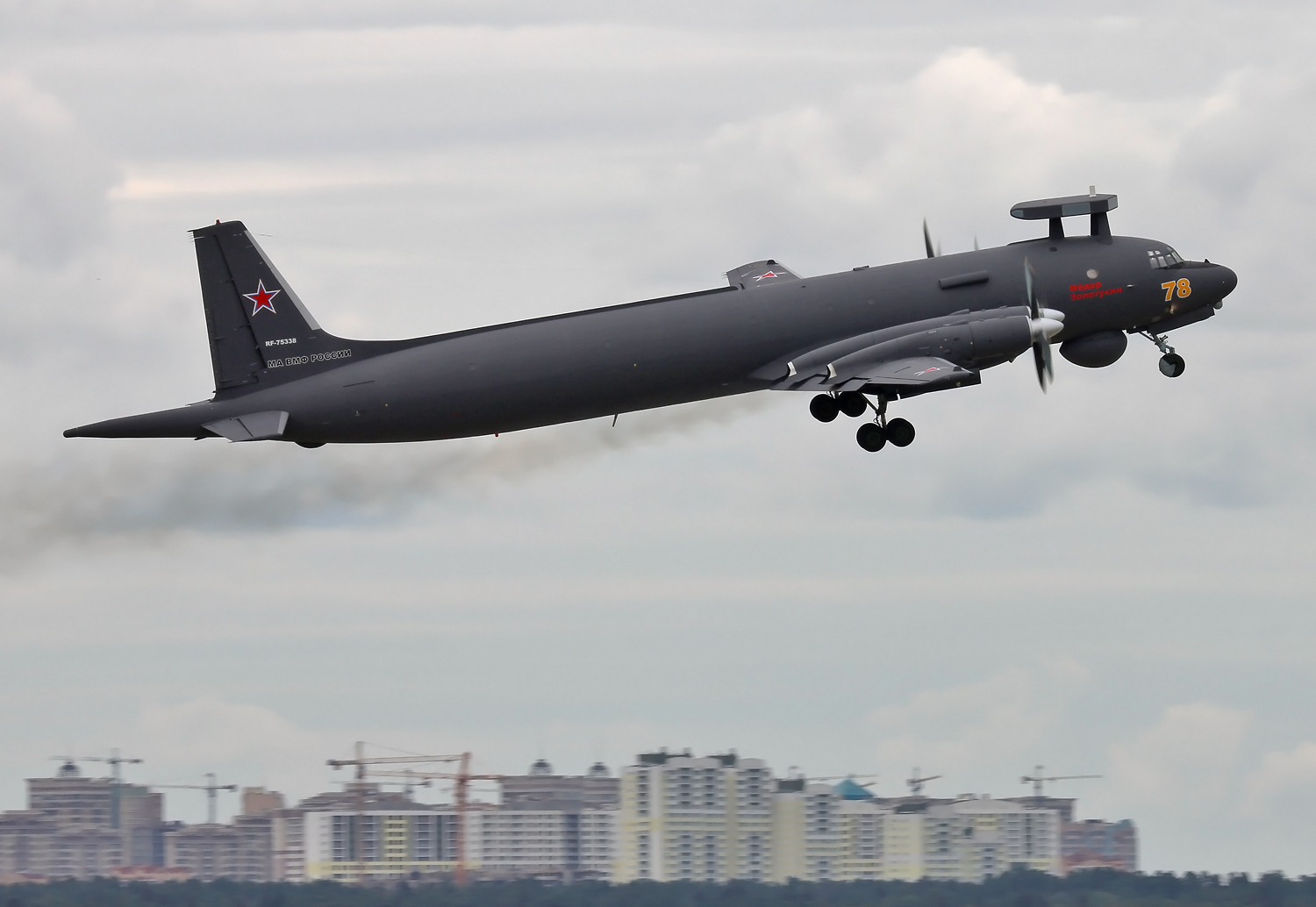
Avión antisubmarino Il-38N.

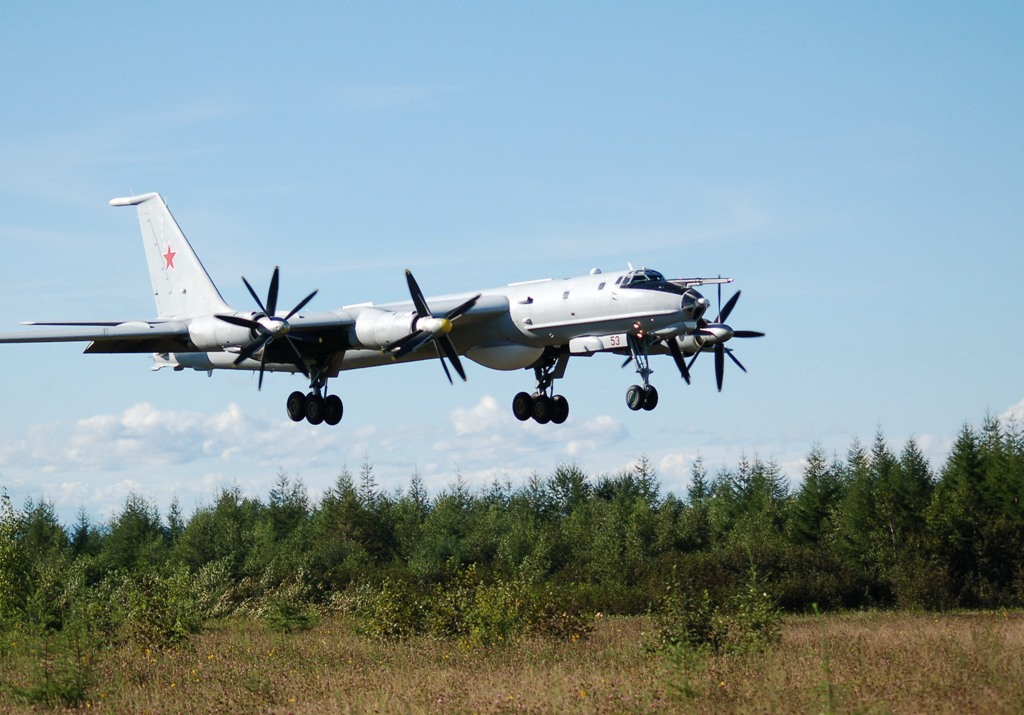
Avión antisubmarino Tu-142MZ en la base de Mongokhto.

### Unidades dependientes del Mando Central
- 859º TsBPiPLS-MA Centro de conversión de pilotos de la Marina - Yeisk (Krai de Krasnodar):[2][3]
  - 190º UAP, Regimiento de Aviación de Intruccion - Yeisk (Krai de Krasnodar): L-39, Il-38N, Be-200, Tu-134, Tu-154. Ka-27M, Ka-27PS, Ka-29
    - 3º TAE 190º UAP - Ostafyevo (Moscú):  An-26, An-72, An-140, An-24RV, Tu-134

### Flota del Norte
Cuerpo de Aviación de la Flota del Norte (C.G. Severomorsk)
- 100º OKIAP Regimiento de Caza Embarcada - Severomorsk-3 (Óblast de Múrmansk):[6] Mig-29K/KUB

- 279º OKIAP Regimiento de Caza Embarcada - Severomorsk-3 (Óblast de Múrmansk):[7] Su-33, Su-30SM, Su-25UTG.

- 830º OKPLVP Regimiento Separado Embarcado de Helicópteros Antisubmarinos - Severomorsk-1:  [8] Ka-27M, Ka-27PS, Ka-29, Mi-8MTV-5

- 403º OSAE Regimiento Separado - Severomorsk-1: An-12, An-26, Tu-134, Il-20/22, Il-38/N
  - OPLAE Escuadrón Aéreo Separado Antisubmarino - Fedotovo-Kipelovo (Óblast de Vólogda):[9] Tu-142MR/MK

### Flota del Báltico
34º SAD , División Compuesta de Aviación (CG: Chkalovsk, Óblast de Kaliningrado)
- 4º OMShAP Regimiento Aéreo Independiente de Asalto Naval - Chernyakhovsk (Óblast de Kaliningrado):[11][12] Su-30SM, Su-24M

- 398º OSAE Escuadrón Independiente Mixto de Aviación: Chkalovsk (Óblast de Kaliningrado): An-26, Tu-134

- 396º SVP Regimiento Mixto de Helicópteros - Donskoye (Óblast de Kaliningrado): Ka-27, Ka-29, Mi-24P, Mi-8[13]

### Flota del Mar Negro
Aviación Naval de la Flota del Mar Negro (C.G. Sebastopol)
- 43.er OMShAP Regimiento Aéreo Independiente de Asalto Naval - Saky (República de Crimea):[14] Su-30SM, Su-24M/MR

- 25º OKPLVP Regimiento Independiente de Helicópteros Antisubmarinos y Embarcados - Kacha (República de Crimea): Ka-27, Ka-29

- 318º OSAP Regimiento Aéreo Mixto Independiente Compuesto - Kacha (República de Crimea): Be-12, An-26 ,  Mi-8, Tu-134

### Flota del Pacífico
Aviación Naval de la Flota del Pacífico (C.G. Vladivostok)
- 865º IAP Regimiento Aéreo de Caza - Yelizovo,Petropávlovsk-Kamchatski (Krai de Kamchatka): MiG-31;

- 317º OSPLAP Regimiento Aéreo Mixto Antisubmarino - Yelizovo, Petropávlovsk-Kamchatski (Krai de Kamchatka): Mi-8, An-12, Il-38/N
- 289.º OSPLAP Regimiento Indep. Aéreo Mixto Antisubmarino - Nikolayevka-Najodka (Krai de Primorie):[15] Mi-8, Il-20, Ka-27, Ka-29, Il-38/N

- 568º OPLAP Regimiento Aéreo Independiente Antisubmarino - Mongokhto, Sovetskaya Gavan (Krai de Jabárovsk):[16] Tu-142MR/MZ
- 71.er OTAE Escuadrón Independiente Aéreo de Transporte - Knevichi-Artiom (Krai de Primorie):[15] An-12, An-26, Tu-134

## Inventario de aeronaves (2025)
| Aeronave                      | Fotografía         | Origen                    | Tipo                                       | Versión                               | En activo          | Comentarios                                                             | R.                 |
| Aviones de combate            | Aviones de combate | Aviones de combate        | Aviones de combate                         | Aviones de combate                    | Aviones de combate | Aviones de combate                                                      | Aviones de combate |
| ----------------------------- | ------------------ | ------------------------- | ------------------------------------------ | ------------------------------------- | ------------------ | ----------------------------------------------------------------------- | ------------------ |
| MiG-31                        |                    | Unión Soviética           | Interceptor de larga distancia             | MiG-31BM                              | 27                 | Yelizovo                                                                |                    |
| Su-33                         |                    | Rusia                     | Caza de superioridad aérea Avión embarcado | Su-33 (Su-27K)                        | 17                 | Avión embarcado en el portaaviones Almirante Kuznetsov                  |                    |
| MiG-29                        |                    | Rusia                     | Caza polivalente Avión embarcado           | Mig-29KMiG-29KUB                      | 194                | Avión embarcado en el portaaviones Almirante Kuznetsov                  |                    |
| Su-30                         |                    | Rusia                     | Caza polivalente / Asalto Naval            | Su-30SMSu-30SM2                       | 1612               |                                                                         |                    |
| Su-24                         |                    | Unión Soviética           | Asalto NavalReconocimiento                 | Su-24MSu-24MR                         | 23                 | Sustitución por Su-30SM en curso                                        |                    |
|                               |                    |                           |                                            | TOTAL                                 | 118                |                                                                         |                    |
| Aviones de entrenamiento      |                    |                           |                                            |                                       |                    |                                                                         |                    |
| Su-25                         |                    | Unión Soviética           | Avión de entrenamiento Avión embarcado     | Su-25UTG                              | 5                  | Entrenamiento en despegue / aterrizaje Portaaviones Almirante Kuznetsov |                    |
| L-39                          |                    | Bandera de Checoslovaquia | Avión de entrenamiento                     | L-39                                  | 6                  | Centro de entrenamiento de Yeisk                                        |                    |
| Aviones antisubmarinos        |                    |                           |                                            |                                       |                    |                                                                         |                    |
| Tu-142                        |                    | Unión Soviética           | Avión antisubmarino de largo alcance       | Tu-142MR/MK/MZ                        | 20                 | Flota del Norte: 8 "MK" y 4 "MR" Flota del Pacífico: 6"MZ" y 2 "MR"     |                    |
| Ilyushin Il-38                |                    | Unión Soviética           | Avión antisubmarino                        | Il-38NIl-38                           | 911                |                                                                         |                    |
| Beriev Be-12                  |                    | Unión Soviética           | Avión antisubmarino                        | Be-12                                 | 5                  | Flota del Mar Negro Prevista actualización                              |                    |
| Aviones de Mando y Vigilancia |                    |                           |                                            |                                       |                    |                                                                         |                    |
| Il-18                         |                    | Unión Soviética           | Puesto de Mando                            | Il-20RT                               | 2                  | Basados en la Flota del Norte                                           | [ 18 ]             |
| Il-18                         |                    | Unión Soviética           | Puesto de Mando                            | Il-22                                 | 2                  | Uno en la Flota del Norte y otro en el Pacífico                         | [ 18 ]             |
| Aviones de Transporte         |                    |                           |                                            |                                       |                    |                                                                         |                    |
| An-12                         |                    | Unión Soviética           | Transporte medio                           | An-12                                 | 6                  | 3 en la Flota del Norte y 3 en el Pacífico                              | [ 19 ]             |
| An-26                         |                    | Unión Soviética           | Transporte ligero                          | An-26                                 | 25                 |                                                                         | [ 20 ]             |
| An-72                         |                    | Unión Soviética           | Transporte ligero                          | An-72                                 | 6                  | Basados en Ostalfyevo                                                   | [ 21 ]             |
| An-140                        |                    | Rusia                     | Transporte ligero                          | An-140                                | 4                  | Ostalfyevo y Knevichi                                                   | [ 22 ]             |
| Tu-154                        |                    | Unión Soviética           | Transporte de personal                     | Tu-154                                | 2                  | Basados en Yeisk                                                        | [ 23 ]             |
| Tu-134                        |                    | Unión Soviética           | Transporte de personal                     | Tu-134                                | 10                 |                                                                         | [ 24 ]             |
| Helicópteros                  |                    |                           |                                            |                                       |                    |                                                                         |                    |
| Kamov Ka-31                   |                    | Rusia                     | Helicóptero AEW embarcado                  | Ka-31                                 | 2                  | Helicóptero embarcado Portaaviones Almirante Kuznetsov                  | [ 25 ]             |
| Kamov Ka-29                   |                    | Unión Soviética           | Helicóptero de Asalto Naval                | Ka-29 (Hélix-B)                       | 22                 | 10 Pacífico, 6 Mar Negro , 4 Norte, 2 Báltico 4 Báltico,                | [ 25 ]             |
| Kamov Ka-27                   |                    | Unión Soviética           | Helicóptero antisubmarino                  | Ka-27M (modernizado)Ka-27PL (Hélix-A) | 24~24              | Plan para modernización de 46 Ka-27PL                                   | [ 25 ]             |
| Kamov Ka-27                   |                    | Unión Soviética           | Helicóptero SAR Naval                      | Ka-27PS (Hélix-D)                     | 26                 |                                                                         | [ 25 ]             |
| Mil Mi-8                      |                    | Unión Soviética           | Helicóptero de transporte                  | Mi-8MMi-8MTV-5Mi-8AMTSh-VA            | 166                |                                                                         | [ 29 ]             |
| Mil Mi-24                     |                    | Unión Soviética           | Helicóptero de ataque                      | Mi-24                                 | 16                 | Donskoye, Flota del Báltico                                             |                    |

## Marcas de identificación de la Aviación Naval de Rusia

Bandera de San Andrés de la Aviación Naval rusa en el fuselaje
Estrella Roja: insignia de los aviones militares de la URSS y Rusia
Estrella Roja: insignia de los aviones militares de Rusia de 2010 a 2013

Los aviones de la Aviación Naval de Rusia se identifican por llevar: 
- La Bandera de San Andrés a ambos lados, cerca de la cabina.
- La Estrella Roja en la cola a ambos lados.
- El número de registro de la aviación estatal tipo RF-00000.
- La inscripción "Marina de Rusia" o "Aviación Naval de la Marina de Rusia" (en ruso: ВМФ РОССИЯ o МA ВМФ РОССИЯ).

## Comandantes de la Aviación Naval de Rusia
- Coronel General de Aviación Potapov Victor Pavlovich (1988-marzo de 1994),
- Coronel General Deineka Vladimir Grigorievich (marzo de 1994-agosto de 2000),
- Teniente General Fedin Ivan Dmitrievich (agosto de 2000-abril de 2003),
- Teniente General Antipov Yuri Dmitrievich (abril de 2003-diciembre de 2007),
- Teniente General Valery Pavlovich Uvarov (enero de 2008-enero de 2009),
- Mayor General Nikolai Kuklev (enero-agosto de 2010),
- Mayor General Igor Sergeevich (desde agosto de 2010).

## Galería fotográfica

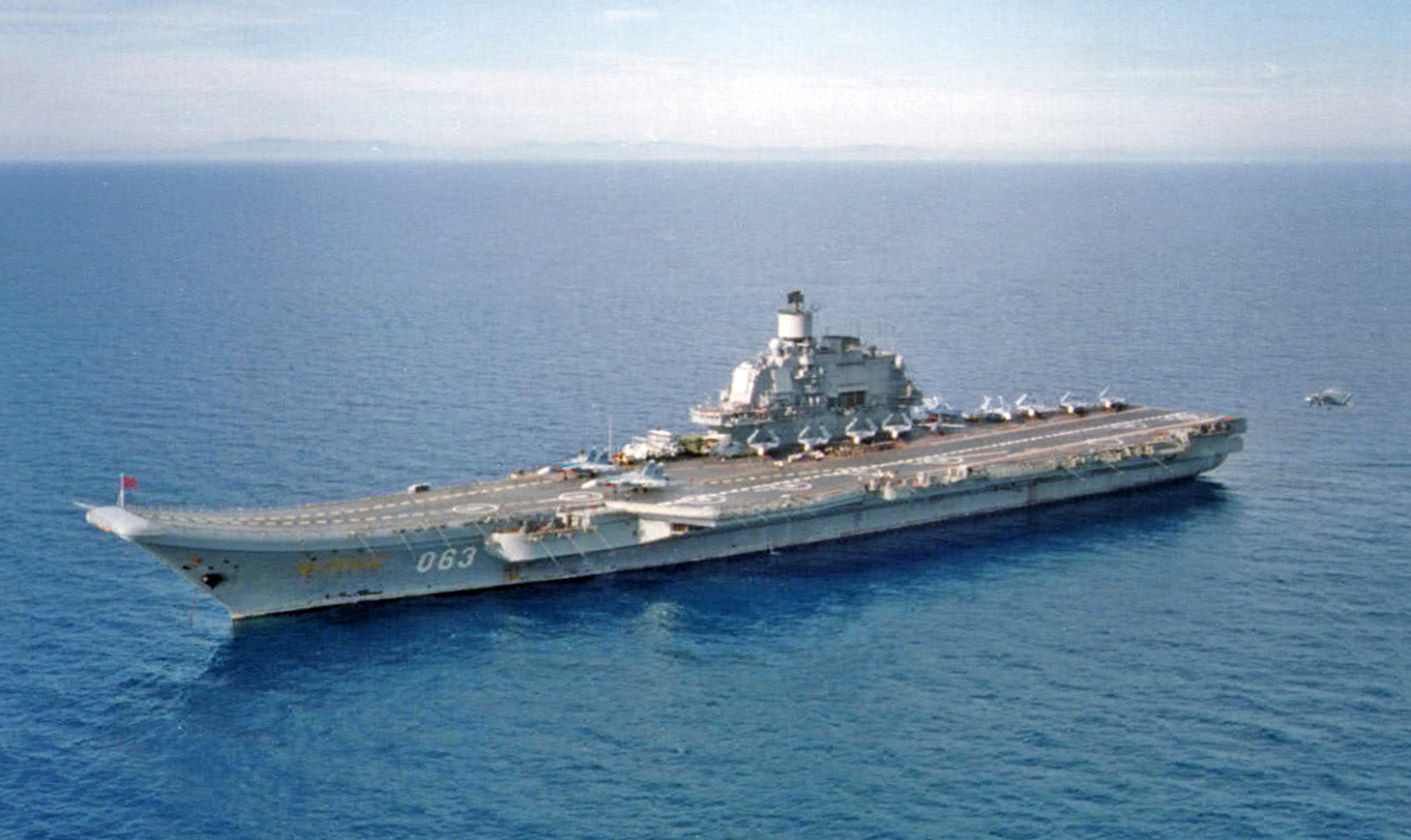
Portaaviones Almirante Kuznetsov.
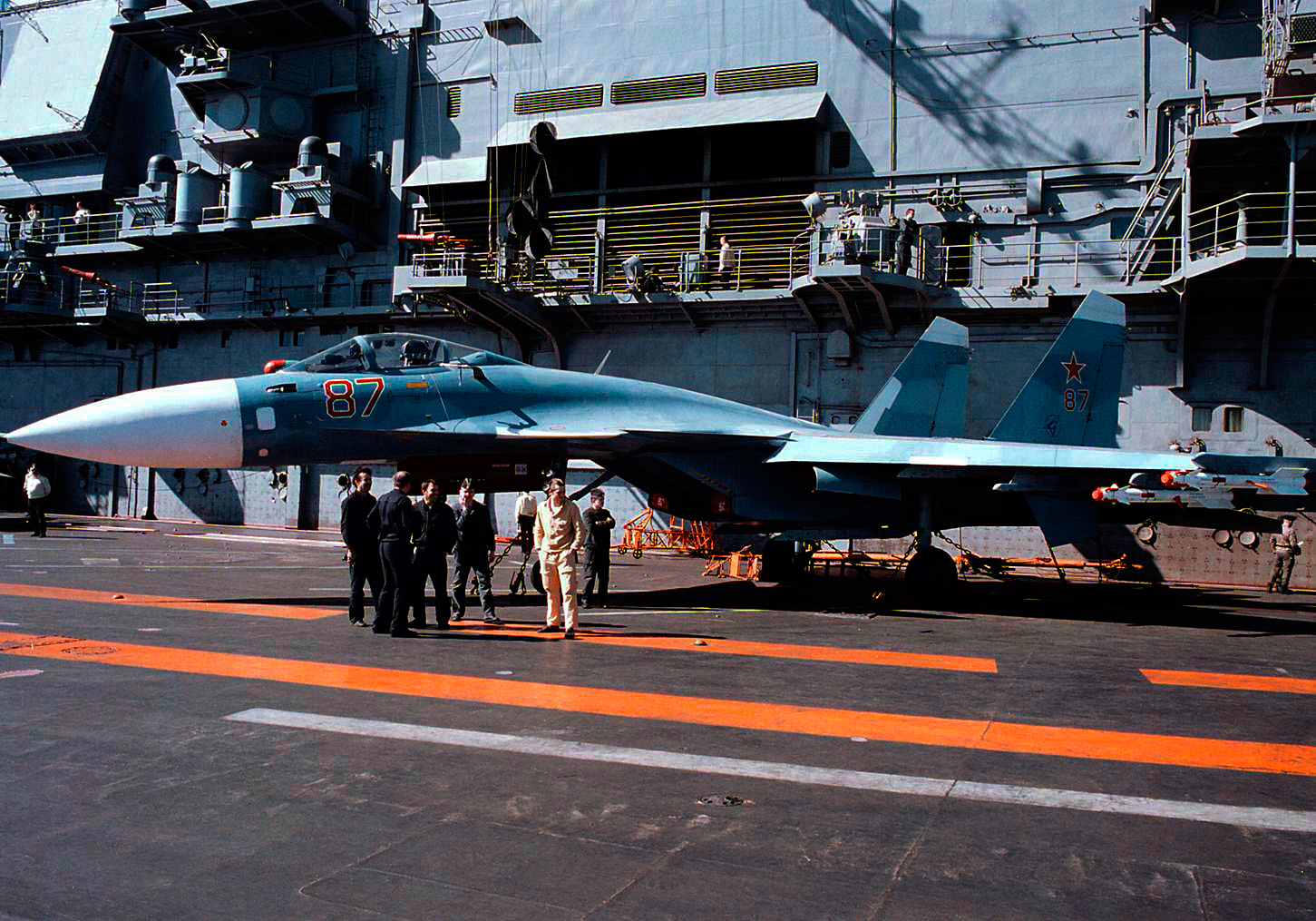
Un Sukhoi Su-33 sobre el portaaviones Almirante Kuznetsov
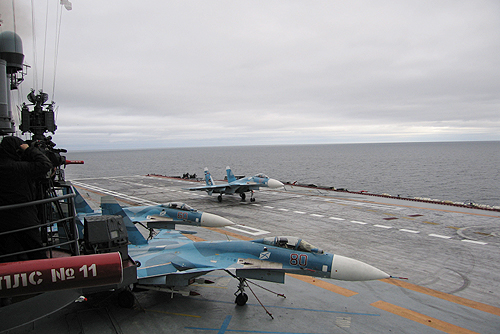
Su-33 en cubierta del TAVKR Almirante de la Flota de la Unión Soviética Kuznetsov
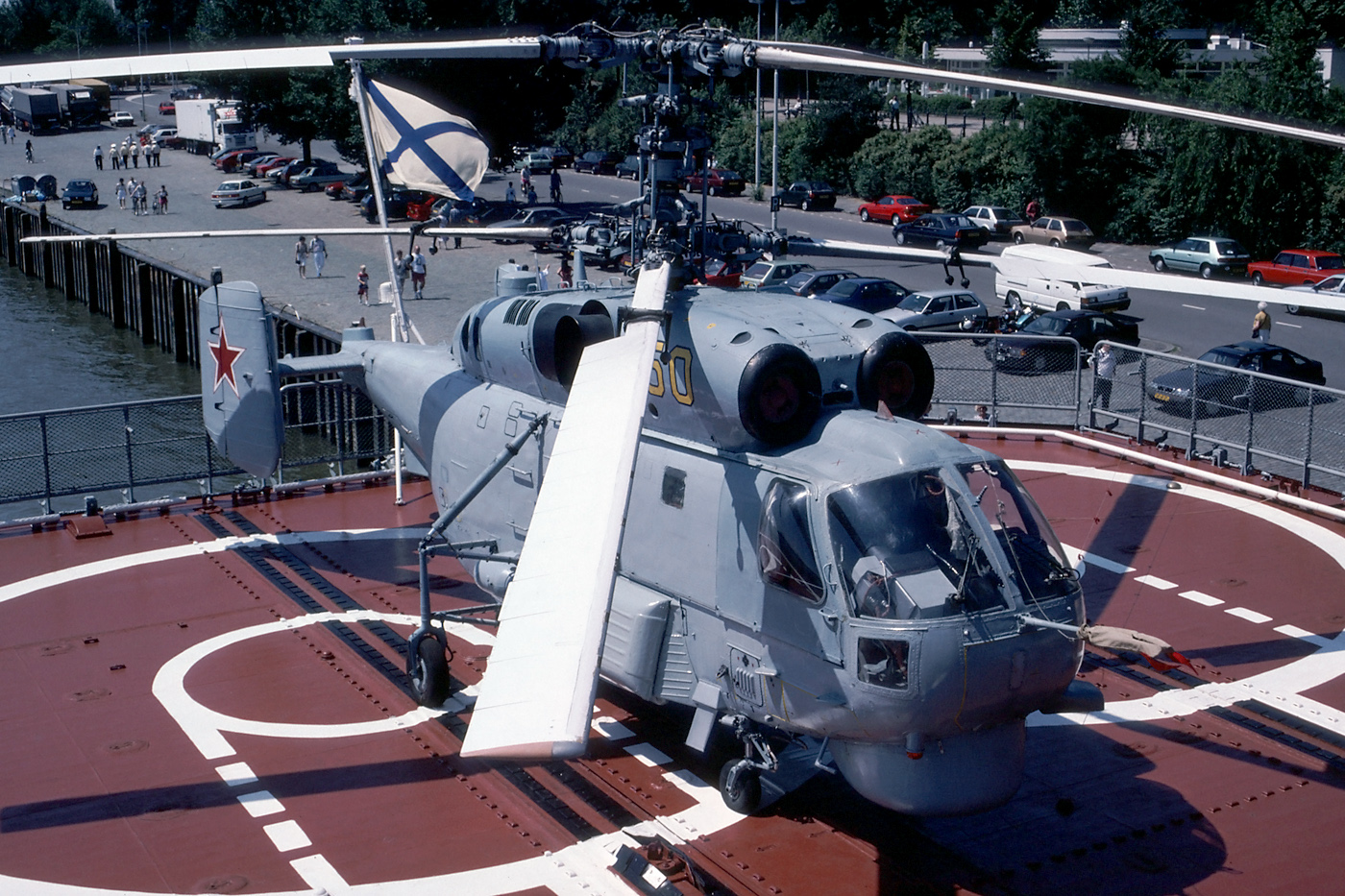
Ка-27 en la cubierta de vuelo de un destructor

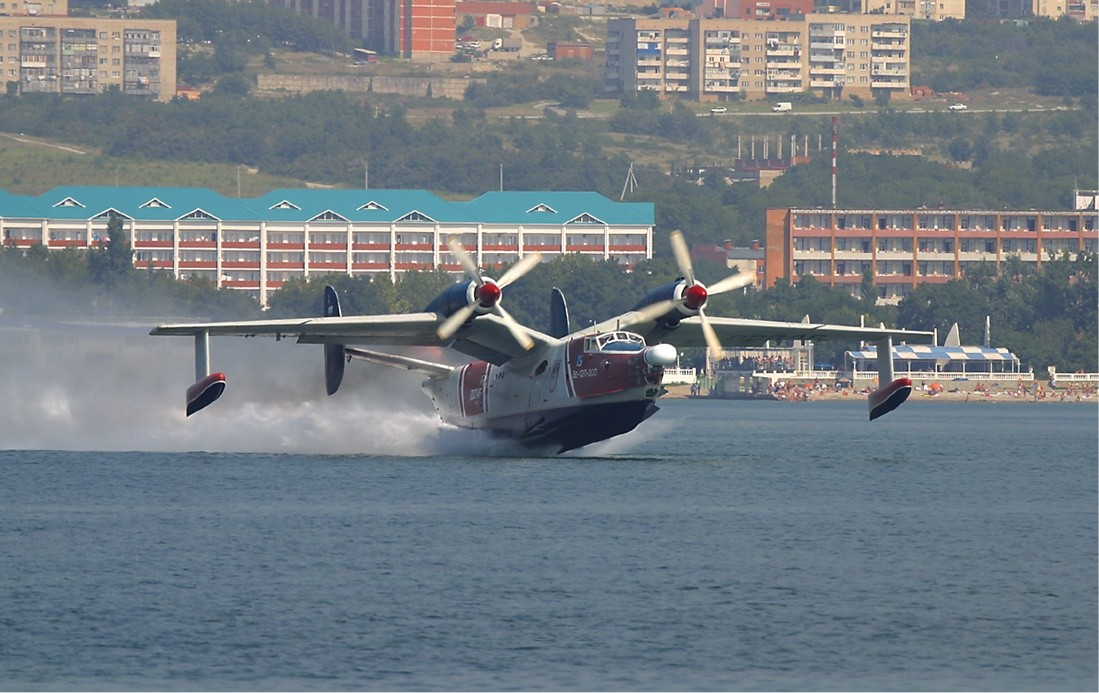
Be-12 de la Flota del Mar Negro
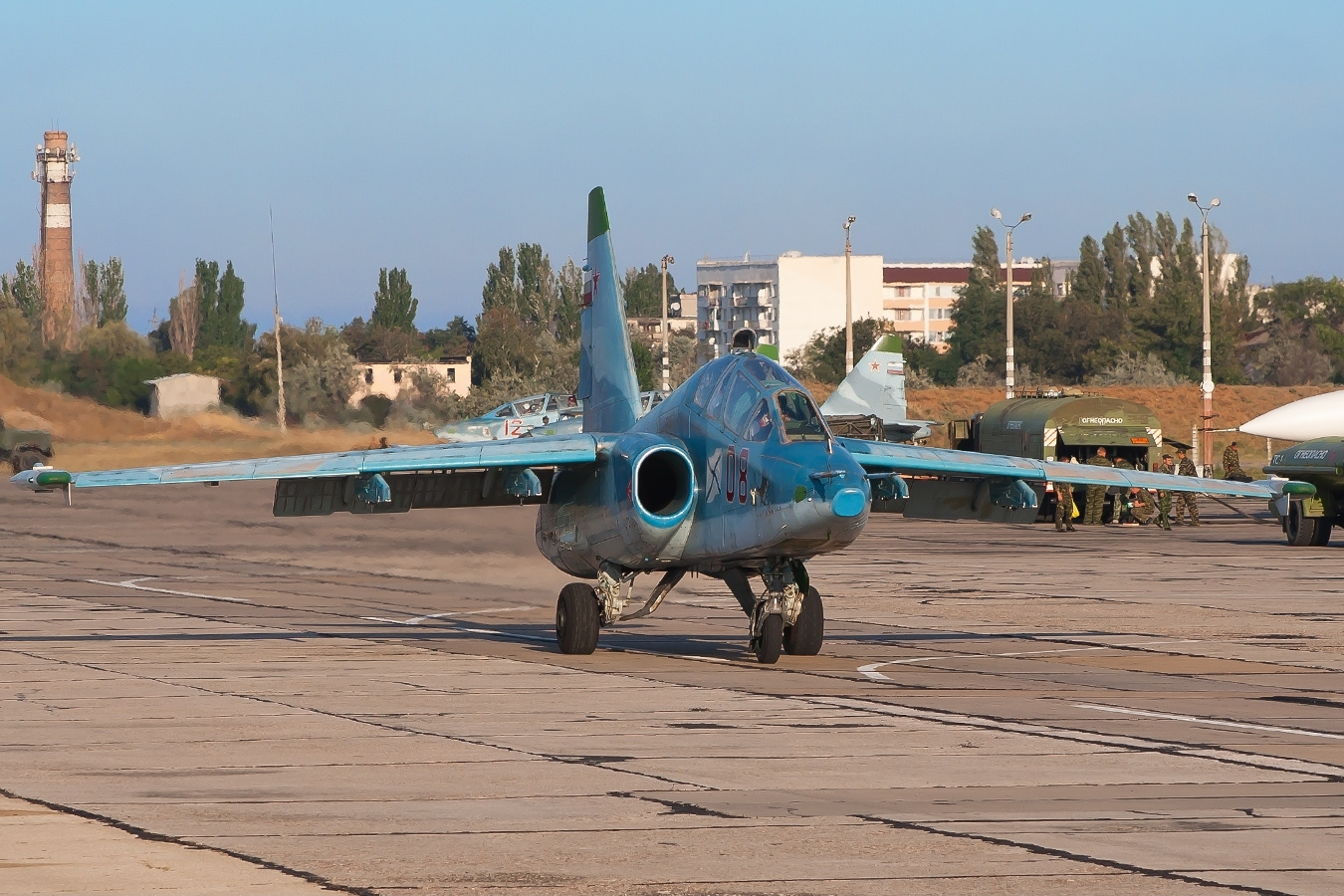
Su-25UTG en la base de Yeisk
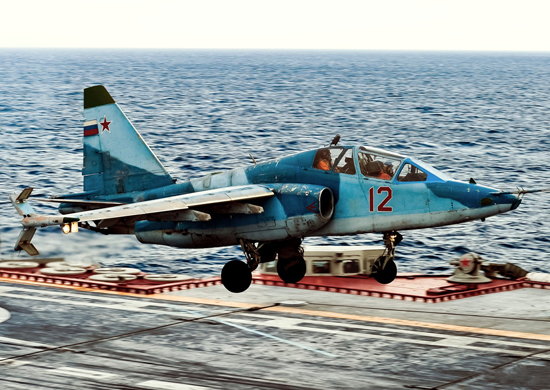
Su-25UTG aterrizando en el portaaviones Almirante Kuznetsov
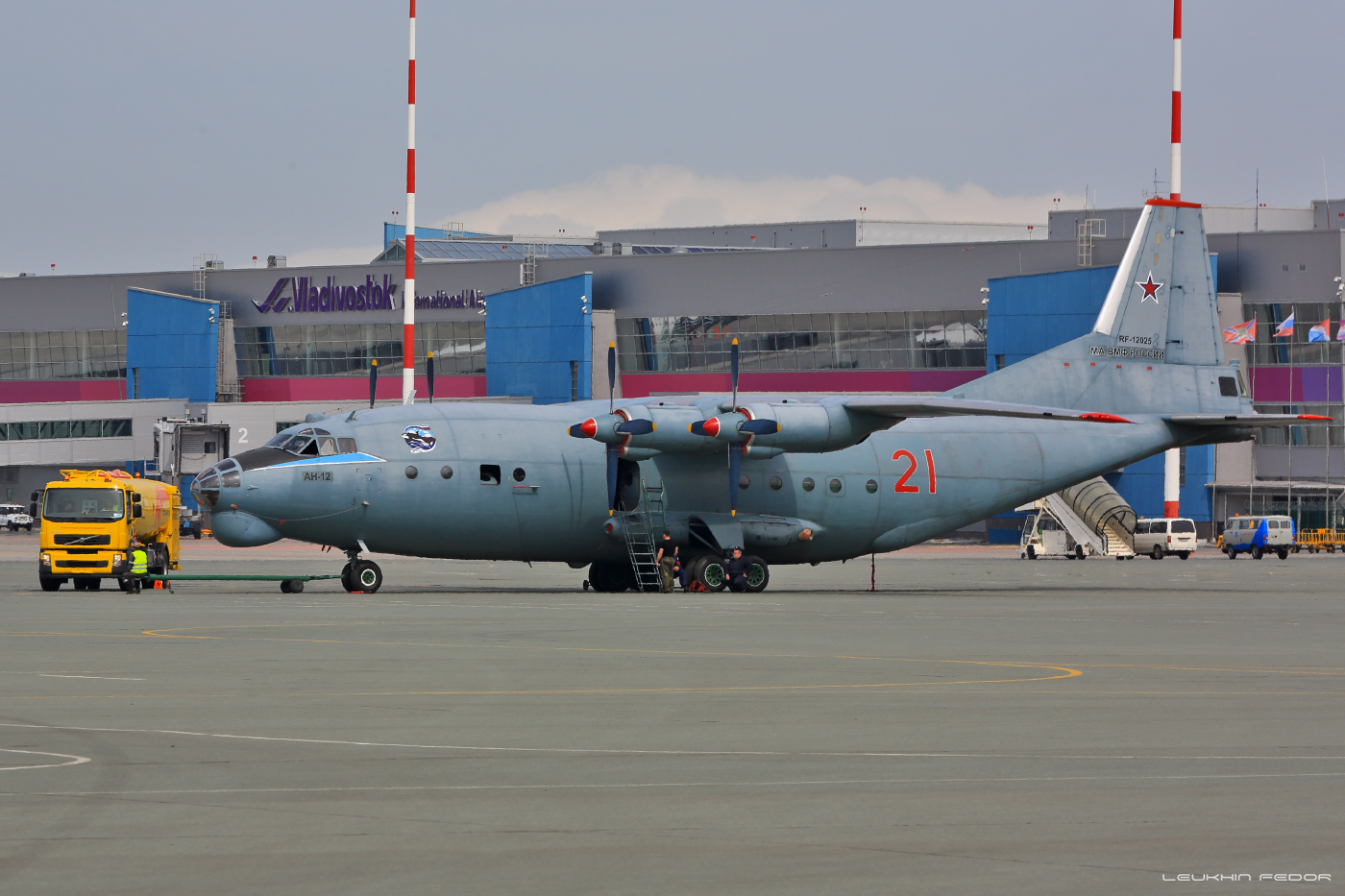
An-12 de la Flota del Pacífico en Knevichi